# Torenia cambodgiana
Torenia cambodgiana är en tvåhjärtbladig växtart som beskrevs av Bonati. Torenia cambodgiana ingår i släktet Torenia och familjen Linderniaceae. Inga underarter finns listade i Catalogue of Life.